# جنادب مبرقشة
جنادب مبرقشة أو جنادب برجية أو فصيلة بيرجومورفيدي (الاسم العلمي Pyrgomorphidae)، هي فصيلة حشرات جندبية من مستقيمات الأجنحة، وهي الفصيلة الوحيدة في الفصيلة العليا الجنادب الالبرقشية. مواطنها المناطق الاستوائية. وقد تُعرف أحيانًا باسم «جنادب البهرجة»، بسبب وجود الألوان الغامضة في كثير من أنواعها. مع ذلك هناك العديد منها مموه ومبهم.